# Zákres
Zákres (1225 m) – przełęcz na Słowacji w Małej Fatrze Krywańskiej, pomiędzy Małym Rozsutcem (1343 m) a grzbietem Białych Ścian (1284 m). Jej północne stoki opadają stromo w kierunku szerokiej przełęczy Rovná hora (a dokładniej do jaru jednego ze źródłowych cieków Bielego potoku), południowe do przełęczy Medzirozsutce. Rejon przełęczy jest zalesiony, trawiasty jest tylko grzbiet opadający do przełęczy Medzirozsutce. Cały rejon przełęczy znajduje się na terenie rezerwatu przyrody Rozsutec.
Wyjście z przełęczy Zákres na szczyt Małego Rozsutca jest strome i dość trudne. Prowadzi szerokim zacięciem skalnym ubezpieczonym łańcuchami. Zajmuje ok. 20 min.

## Szlaki turystyczne
Zázrivá – Petrová – Príslop nad Bielou –  Zákres (3 h, ↓ 2.05 h) – Medzirozsutce (10 min)
  Biely potok – Podrozsutec – Mały Rozsutec –  Zákres. 2.30 h, ↓ 1.45 h